# Reale Größe
Reale Größe (oder Realwert) ist in der Volkswirtschaftslehre eine Kennzahl, die Inflation oder Deflation berücksichtigt. Pendant ist eine nominale Größe – der Nominalwert. 	

## Allgemeines
Reale Größen beziehen sich auf Mengen, etwa auf die Gütermenge und Menge von Dienstleistungen, die innerhalb eines Jahres in einer Volkswirtschaft produziert werden. Nominale Größen dagegen sind das Produkt aus Mengen und den dazugehörigen Preisen; sie werden in Geldeinheiten ausgedrückt, reale Größen in Mengeneinheiten.

## Geld- und Zinsillusion
Orientieren sich die Wirtschaftssubjekte (Privathaushalte, Unternehmen, der Staat) während einer Inflation oder Deflation an Nominalwerten, unterliegen sie einer Geld- oder Zinsillusion. Der Preis – gleichgültig wie hoch oder niedrig er in monetären Größen ist – sagt nichts über das reale Tauschverhältnis zwischen Gütern oder Dienstleistungen aus. Erst wenn Nominaleinkommen (Geldillusion) oder Nominalzins (Zinsillusion) bei allen Entscheidungen um das Preisniveau korrigiert werden (Preis- oder Inflationsbereinigung), werden richtige Entscheidungen getroffen. Nominale Preise und Geld haben keinen Einfluss auf die Gleichgewichtswerte der Märkte (Arbeits-, Devisen-, Geld-, Güter-, Kapital- oder Kreditmarkt). Dies ist die Neutralität des Geldes, denn Geldmengenänderungen haben keinen Einfluss auf reale Größen wie Konsum oder Arbeitslosigkeit.
Deshalb haben nominale Größen einen folgenschweren Nachteil: Kommt es zu einem Anstieg des nominalen Bruttoinlandsprodukts, so ist unbekannt, ob dieser Anstieg aus einer Erhöhung der Gütermenge resultiert und/oder auf einen Anstieg des Preisniveaus zurückzuführen ist. Nominale Größen stellen mithin eine unvollkommene Information dar.

## Ermittlung
Reale Größen {\displaystyle RW} werden durch eine Gegenüberstellung der nominalen Größen {\displaystyle NW} mit dem Preisniveau {\displaystyle p} ermittelt:
{\displaystyle RW={\frac {\text{NW}}{\text{p}}}}.
Daraus lässt sich erkennen, dass sich bei einer Gegenüberstellung nominaler Größen mit realen Größen der Paasche-Index {\displaystyle PP} ergibt:
{\displaystyle PP={\frac {\text{NW}}{\text{RW}}}}.
So errechnet sich beispielsweise das reale Nettoinlandsprodukt {\displaystyle NIP_{r}} durch Gegenüberstellung des Preisniveaus mit dem nominalen Bruttoinlandsprodukt {\displaystyle NIP_{n}}:
{\displaystyle NIP_{r}={\frac {NIP_{n}}{p}}}.
Das reale Nettoinlandsprodukt ist preisbereinigt und macht deshalb Aussagen über etwaige Mengenveränderungen.

## Arten
In der folgenden Aufstellung werden drei Teilmärkte gegenübergestellt:
| Markt                                             | Faktorpreis                     | nominale Größe                                           | reale Größe             |
| ------------------------------------------------- | ------------------------------- | -------------------------------------------------------- | ----------------------- |
| Arbeitsmarkt                                      | Arbeitseinkommen                | Nominaleinkommen, Nominallohn                            | Realeinkommen, Reallohn |
| Bankenmarkt: Geldmarkt, Kapitalmarkt, Kreditmarkt | Zins                            | Nominalzins: Geldmarktzins, Kapitalmarktzins, Kreditzins | Realzins                |
| Devisenmarkt                                      | Devisenkurs                     | nominaler Wechselkurs                                    | realer Wechselkurs      |
| Geldmarkt, Kapitalmarkt                           | Geldmarktzins, Kapitalmarktzins | Nominalrendite                                           | Realrendite             |

Eingewandt werden muss, dass einzelne Marktteilnehmer auf dem Arbeitsmarkt wie Arbeitnehmer oder Gewerkschaften nicht in der Lage sind, den Reallohn zu bestimmen, weil die Ursachen für die Veränderung des Preisniveaus auf dem Gütermarkt außerhalb des Einflusses dieser Marktteilnehmer liegt. Veränderungen der Geldmenge beeinflussen nominale Größen, nicht aber reale Größen. Diese Irrelevanz der Geldmenge für reale Größen wird als Neutralität des Geldes bezeichnet.
Auch die Kaufkraftparität enthält eine reale Größe. Die Kaufkraftparität des Staates {\displaystyle KKP_{j}} ergibt sich aus:
{\displaystyle KKP_{j}={\frac {\sum _{i=1}^{m}p_{ij}\cdot q_{ij}}{\sum _{i=1}^{m}\pi _{i}\cdot q_{ij}}}},
wobei:
- {\displaystyle \pi _{i}}: internationaler Preis für Gut {\displaystyle i},
- {\displaystyle p_{ij}}: Preis für Gut{\displaystyle i} in Staat {\displaystyle j},
- {\displaystyle KKP_{j}}: Kaufkraftparität von Staat {\displaystyle j},
- {\displaystyle q_{ij}}:produzierte Menge von Gut {\displaystyle i} in Staat {\displaystyle j} und
- {\displaystyle Q_{i}=\sum _{j=1}^{m}q_{ij}}: Weltproduktion von Gut {\displaystyle i}.

Der Term {\displaystyle \sum _{i=1}^{m}p_{ij}} stellt die monetäre Größe des Wechselkurses dar, der Term {\displaystyle {\sum _{i=1}^{m}\pi _{i}\cdot q_{ij}}} ist der reale Wechselkurs.
Weitere reale Größen sind reales Volkseinkommen, reale Exporte/Importe oder realer Konsum (=Kaufkraft). Durch reale Importe wird die importierte Inflation messbar. Wie jede reale Größe wird auch das reale Bruttosozialprodukt in den Preisen eines (mehr oder weniger willkürlich gewählten) Basisjahres ausgedrückt.

## Wirtschaftliche Aspekte
Bei der Beurteilung volkswirtschaftlicher und auch betriebswirtschaftlicher Kennzahlen sind reale Größen von wesentlicher Bedeutung. Legen die Marktteilnehmer ihren Entscheidungen jedoch nominale Größen zugrunde, unterliegen sie bei Inflation oder Deflation der Geldillusion bzw. Zinsillusion. Sind beispielsweise in einem Unternehmen die Umsatzerlöse um 20 % innerhalb eines Geschäftsjahres gegenüber dem Vorjahr gestiegen, so ist zunächst zu fragen, wie hoch die Inflationsrate in diesem Zeitraum gewesen ist. Betrug die Inflation 18 %, so hat es eine reale Erhöhung des mengenmäßigen Absatzvolumens um lediglich 2 % gegeben. Es wäre illusorisch, von einem Absatzwachstum von 20 % auszugehen. Auf der Mikroebene der Unternehmen sind auch reale Lohnstückkosten und der Scheingewinn reale Größen.

## Abgrenzung
Bei zinstragenden Finanzprodukten wie Anleihen oder Krediten wird die vom Nominalzins ebenfalls abweichende Rendite bzw. der Effektivzins herangezogen. Hierbei handelt es sich um Kennzahlen, bei denen Inflation oder Deflation keine Rolle spielen. Vielmehr sind der Emissionskurs/Kassakurs am Kauftag sowie die Fälligkeit (bei Anleihen) bzw. Finanzierungskosten, Disagio und Kreditlaufzeit (bei Krediten) als beeinflussende Faktoren von Bedeutung.